# Peder Kylling
Peder Lauridsen Kylling (omkring 1640 – 1696) var en dansk botaniker.
Peder Kylling blev født i Assens og var søn af rådmand Laurids Kylling (død 1662). Han blev student 1660, tog teologisk eksamen 1666 og blev nogle år efter kaldt til præst; men kaldsbrevet blev af ukendte grunde straks efter kasseret, hvilket blev årsag til, at han fra dette tidspunkt kastede sig med stor alvor og iver over botaniske studier, hvilke han derefter ofrede al sin tid lige til sin død.
Han har af en så kompetent dommer som botanikeren Jens Wilken Hornemann fået det vidnesbyrd, at "denne udmærkede Mand var uden Tvivl den grundigste, den ivrigste og den mest erfarne af Botanikerne i Danmark indtil Rottbølls Tidsalder". I 1680 fik han frit ophold på Valkendorfs Kollegium på de vilkår, at han skulle istandsætte og pleje haven, senere med den tilføjelse, at han "skulde føre de studerende i Marken om Sommeren", og ved særlig tilladelse forblev han her i 16 år, lige til sin død.
I 1682 skaffede hans velynder gehejmeråd Matthias Moth ham bestalling som kongelig botanicus med en årlig gage af 300 rigsdaler, hvad der for den tid var en ret betydelig sum.
Hans mest kendte arbejde er Viridarium Danicum, som udkom 1688, og som indeholder en alfabetisk ordnet fortegnelse over alle da kendte danske planter med stedsangivelser fra forskellige egne af Landet, dog fortrinsvis fra øerne. Blandt dem, som meddelte ham planter, nævnes i fortalen af mere bekendte mænd Henrik Gerner og Peder Syv. Skriftet er senere (1757) blevet bragt i systematisk orden af Jørgen Tycho Holm og kritisk behandlet (1859) af M. T. Lange; for de fra Slesvig angivne arter har R. von Fischer-Benzon 1889 givet en kritisk Undersøgelse. Kylling arbejdede selv på en ny forøget udgave, som dog aldrig udkom; det hedder, at den berømte tyske botaniker Albrecht von Haller havde i sit bibliotek det manuskript, som af Kylling var bestemt til trykning.
Et andet, mindre skrift af Kylling udkom 1684 under navnet Gyldenlund, indeholdende en fortegnelse over 404 af Kylling i Gyldenlund (nuværende Charlottenlund) iagttagne planter; det er den første danske specialflora og har ved sin nøjagtighed og fuldstændighed særlig interesse ved at give lejlighed til en sammenligning mellem floraens daværende og
nuværende sammensætning.
Kylling blev af sin samtid betragtet som en sær person, "en morsom Knart", som det hedder i en skæmtsom gravskrift over ham. Hertil bidrog væsentligst hans vedvarende studenterliv, hans ugifte stand, stille levemåde og lyst til at sysle i haven og strejfe omkring i marken. Kylling manglede ikke fjender, og han har selv beklaget sig over, at en misundelig hånd har, da hans Viridarium var under pressen, fået udtaget bogstavet "n", så at der står "Urtekostens Mester" i stedet for "Urtekonstens Mester" i det af Henrik Gerner forfattede indledningsdigt, som efter datidens skik er anbragt foran i bogen. Christian Friis Rottbøll opkaldte en planteslægt til ære for ham.